# Pazifik-Klapperschlange
Die Pazifik-Klapperschlange (Crotalus oreganus), auch Oregon-Klapperschlange, ist eine Art der Klapperschlangen (Crotalus) innerhalb der Vipern (Viperidae), die über ein sehr großes Verbreitungsgebiet in den westlichen USA bis nach Kanada verfügt. Diese Art wird häufig als Unterart der Westlichen Klapperschlange (Crotalus viridis) geführt.

## Merkmale
Die Pazifik-Klapperschlange ist eine relativ große Art der Klapperschlangen, wobei die Längen je nach Region und Unterart stark variieren können. Die Durchschnittslänge beträgt etwa 1 Meter, der Längenrekord liegt bei 1,626 Meter (Klauber, 1956).
Die Grundfarbe der Nominatform C. o. oreganus ist dunkelbraun, dunkelgrau und selten schwarz oder hellgelblich. Das Rückenmuster besteht aus einer Reihe großer, dunkler Flecken mit unregelmäßiger weißer Umrandung. Die Flecken sind breiter als die Flächen zwischen ihnen. Außerdem besitzt die Art weitere dunkle Flecken an den Flanken, die meisten dunkler als die Rückenflecken sind und auch bei sehr dunklen Individuen gut sichtbar sind. Die ersten Schwanzringe haben die gleiche Farbe wie die Rückenflecken, werden nach hinten jedoch dunkler bis zu den letzten beiden, die im Regelfall schwarz gefärbt sind. Die Bauchseite ist hellgelb mit braunen Sprenkeln. Auf dem Kopf befindet sich ein großer, brauner Fleck und eine dahinterliegende helle Fläche, die einen Querbalken auf den Überaugenschilden bildet. Über die Augen zieht sich ein dunkles Schläfenband mit weißem Rand bis zu den Mundwinkeln.
Bei dieser Art kommen Unterschiede während der Ontogenie vor. So zeigen Jungschlangen in der Regel sehr deutliche Zeichnungsmuster, die im Laufe der Entwicklung verblassen. Die Augenfarbe entspricht im Regelfall der Grundfärbung und reicht von gold, bronze, sandfarben, rosa bis grau.

## Verbreitung und Lebensraum

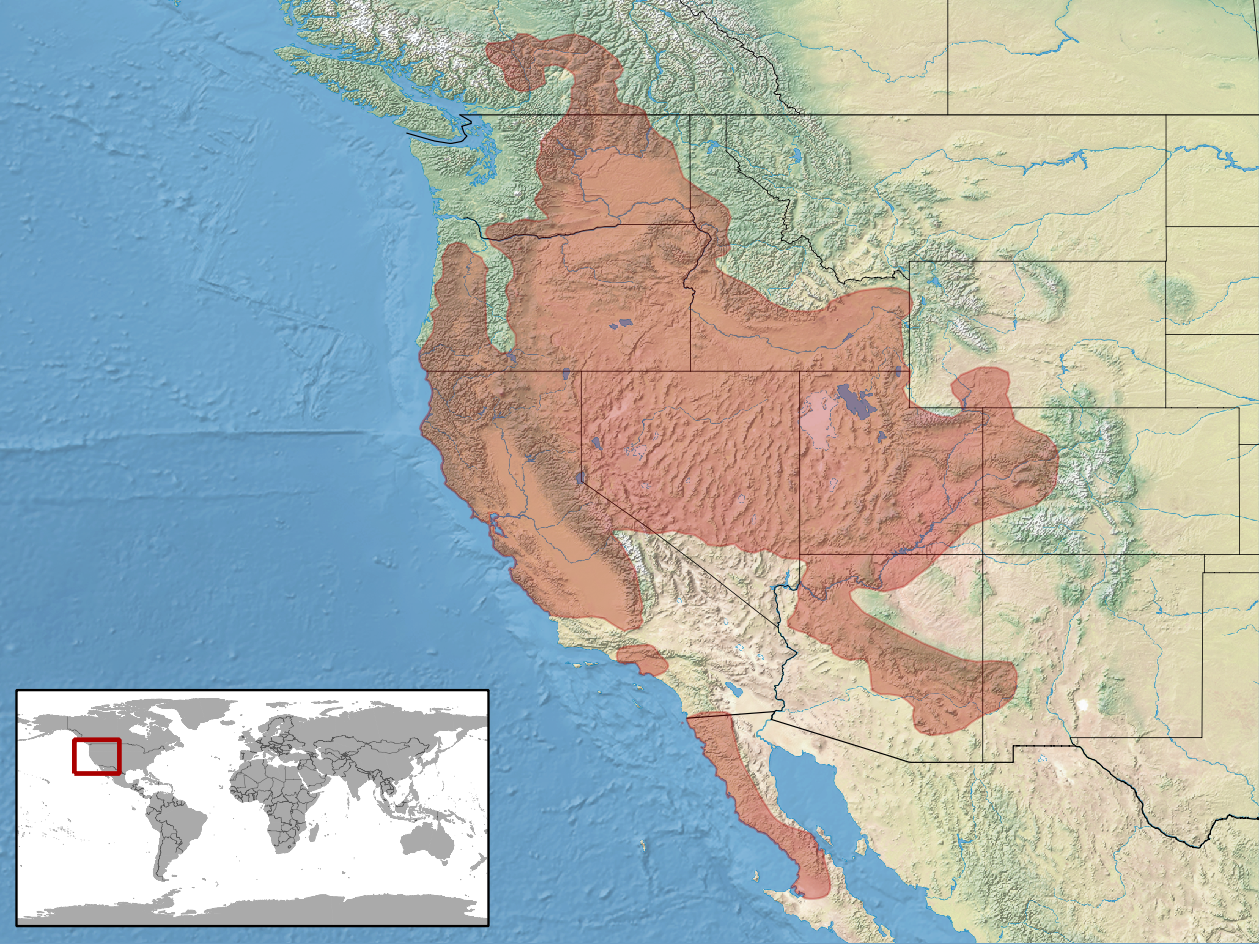
Verbreitungsgebiet

Das Verbreitungsgebiet der Schlange zieht sich von British Columbia, Kanada, über die westliche Hälfte der USA bis in die nördlichen Regionen Mexikos. Das Gebiet umfasst in den USA die Bundesstaaten Washington, Oregon, das westliche und südliche Idaho, Kalifornien, Nevada, Utah, Arizona und das zentralwestliche New Mexico. In Mexiko findet sie sich in Baja California und Baja California Sur. In ihrem Verbreitungsgebiet kann sie bis in Höhen von 2.500 m vorkommen.
Neben dem Festland lebt die Schlange auf verschiedenen Inseln:
- Morro Rock, Kalifornien
- Anaho Island, Nevada
- Rattlesnake Island, Kalifornien
- Santa Catalina Island, Kalifornien
- South Coronado Island, Mexiko

## Systematik

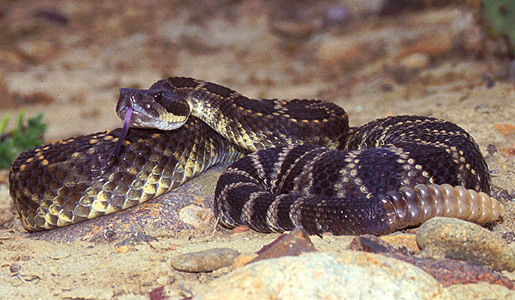
Pazifik-Klapperschlange (C. oreganus helleri)

Bei der Pazifik-Klapperschlange werden aktuell sieben Unterarten unterschieden:
- C. o. abyssus Klauber, 1930 in Arizona im Grand Canyon am Colorado River
- C. o. caliginis Klauber, 1949 in Mexiko auf der South Coronado Island
- C. o. cerberus Coues In Wheeler, 1875 in Arizona von den Hualpi Mountains und Cottonwood Cliffs im Nordwesten des Staates bis zu den Santa Catalina, Rincon, Pinaleno und Blue Mountains, außerdem am Steeple Rock im äußersten Westen New Mexicos
- C. o. concolor Woodbury, 1929 im Colorado- und Green-River-Becken im Südwesten von Wyoming und Utah östlich des 111° West sowie dem östlichen Colorado
- C. o. helleri Meek, 1905 in Südkalifornien und in Mexiko auf der nördlichen Baja California, westlich der Wüste.
- C. o. lutosus Klauber, 1930 (Great-Basin-Klapperschlange) in der Region des Großen Beckens in Idaho, Arizona westlich und östlich des Colorado River, Nevada, Ostkalifornien und Oregon.
- C. o. oreganus Holbrook, 1840 von der Pazifikküste bei British Columbia, Kanada, bis Südkalifornien.